# Vnitřní hrdelní žíla
Vnitřní hrdelní žíla (latinsky: vena jugularis interna) je žíla krku sbírající krev z mozku, z povrchových částí tváře a z krku. V dolní části krku ústí spolu s vena subclavia do vena brachiocephalica. Vzhledem k tomu, že vnitřní hrdelní žíla má konstantní průběh, používá se při sledování centrálního žilního tlaku (krevní tlak v pravé srdeční předsíni).

## Přítoky
Na této žíle rozeznáváme nitrolebeční (intrakraniální) a mimolebeční (extrakraniální) přítoky.

### Intrakraniální přítoky
- sinus sagittalis superior
- sinus sagittalis inferior
- sinus rectus
- sinus occipitalis
- sinus transversus
- sinus sigmoideus
- sinus petrosus superior
- sinus petrosus inferior
- sinus cavernosus
- sinus intercavernosus anterior
- sinus intercavernosus posterior
- sinus sphenoparietalis
- plexus basilaris

Patří sem i tyto žíly:
- venae meningeae
- venae emissariae
- venae diploicae
- venae labyrinthi
- venae ophthalmicae

### Extrakraniální přítoky
- venae pharyngeae
- venae linguales
- vena thyroidea superior
  - vena laryngea superior
  - vena cricothyroidea
  - vena sternocleidomastoidea
- vena facialis
  - vena palatina externa
  - vena faciei profunda
- vena retromandibularis
  - venae temporales superficiales
  - vena temporalis media
  - venae parotideae
  - vena transversa faciei
- venae thyroideae mediae